# Salvor Hardin
Salvor Hardin è un personaggio che compare nel romanzo di fantascienza Fondazione di Isaac Asimov, facente parte dell'omonimo ciclo.

## Storia del personaggio
Salvor Hardin, originario di Terminus e nato intorno all'anno 20 E. F., fu il primo sindaco della Fondazione e in tale veste riuscì a guidare la Fondazione attraverso ben due Crisi Seldon.
Hardin studia psicologia sotto Alurin, e successivamente si dedica a studi di psicostoria passando quindi alla politica. Convinto ormai che Terminus abbia delle esigenze che non possono essere limitate alla sola compilazione dell'Enciclopedia galattica come vorrebbe il Comitato dei Fiduciari del pianeta (gli "enciclopedisti"), attraverso la sua influenza sul Journal riesce a farsi eleggere primo Sindaco di Terminus. I suoi poteri sono tuttavia soltanto nominali visto che il presidente del Comitato, Lewis Pirenne, resta il detentore del potere. La prima Crisi Seldon, brillantemente risolta da Hardin, si verifica nel 50 E. F. allorquando il vicino governatorato di Anacreon si dichiara indipendente dal morente Impero galattico e diviene un regno autonomo. Il nuovo sovrano invia su Terminus l'ambasciatore Anselm haut Rodric, con l'incarico di ottenere il consenso a trasformare il pianeta in un feudo agricolo di Anacreon e installarvi una base militare. Hardin fa sapere all'ambasciatore che Terminus fa uso di tecnologia atomica e la cosa spaventa Anacreon visto che nell'intera periferia galattica l'energia nucleare è stata dimenticata. Il bluff durerà poco, tuttavia, soprattutto dopo che l'invio del Cancelliere dell'Impero, Lord Dorwin, su Terminus, si conclude con un nulla di fatto e fa comprendere il totale isolamento della Fondazione da ciò che resta dell'Impero. Dopo l'invio di un ultimatum alla Fondazione da parte di Anacreon, che gli enciclopedisti accolgono con terrore ma senza trovare una soluzione, Hardin organizza un pacifico colpo di Stato: il giorno stesso della dichiarazione della Crisi da parte dell'ologramma di Hari Seldon nella Volta del Tempo, Hardin esautora gli enciclopedisti dal potere e subito si reca in visita ai vicini pianeti della Fondazione per organizzare una coalizione contro Anacreon. La soluzione si rivela quella giusta e Terminus mantiene la sua indipendenza.
Successivamente Hardin fonda il culto della scienza (lo "Scientismo") grazie al quale riesce a estendere il controllo e l'influenza della Fondazione su Anacreon e i vicini Quattro Regni.
Anche la seconda Crisi viene abilmente superata grazie a Salvor Hardin nell'anno 80 E.F. quando il sindaco era ancora al controllo dello Stato. Di nuovo, è Anacreon a sfidare la Fondazione. Il reggente Wienis, implicato nell'omicidio del precedente sovrano suo fratello, riesce a mettere le mani su un incrociatore imperiale abbandonato nello spazio. Desideroso di porre fine al dominio politico, economico e militare della Fondazione sul suo regno, Wienis prepara un assalto a Terminus per mostrare che il "pianeta sacro" non è invincibile. Avvertito del pericolo, Hardin si reca su Anacreon per assistere all'incoronazione del nipote di Wienis, Lepoldo. La sera stessa della cerimonia Wienis fa partire la flotta anacreoniana verso Terminus e dichiara Hardin prigioniero di Stato. Senza scomporsi, il Sindaco aspetta l'evolversi degli eventi che ha già preparato. I sacerdoti di Anacreon, addestrati dalla Fondazione, tolgono l'energia atomica a tutto il pianeta e nello stesso istante il cappellano della nave ammiraglia anacreoniana toglie energia a tutta la flotta. Si scatena una sollevazione popolare contro il progetto sacrilego di Wienis, il quale, reso folle dalla sconfitta, si suicida.
In seguito a questa Crisi, Anacreon sarà annesso alla Fondazione così come gli altri tre regni. Hardin viene tuttavia sconfitto nelle successive elezioni da un nuovo partito riformista, il Partito d'Azione.

## Descrizione del personaggio
Asimov imprime molta della sua abilità narrativa nel descrivere Salvor Hardin. Il personaggio viene descritto come un abile politico con un carattere molto spiccato in grado di uscire da ogni situazione con il ragionamento ma mai con la violenza, sua è infatti la famosa frase:
(nell'originale Asimov usa il termine "incompetenti" )